# Sphaerodactylus dunni
Sphaerodactylus dunni este o specie de șopârle din genul Sphaerodactylus, familia Gekkonidae, descrisă de Schmidt 1936. A fost clasificată de IUCN ca specie cu risc scăzut. Conform Catalogue of Life specia Sphaerodactylus dunni nu are subspecii cunoscute.